# Viktoria Kokorina
Viktoria Kokorina dite Vicca, née le 13 août 1974 à Moscou, est un mannequin glamour et une actrice russe de films pornographiques.

## Biographie
Viktoria Kokorina est une excellente élève (elle parle quatre langues et est membre de Mensa). Elle fait de plus partie de l'équipe d'escrime juniors de Russie et est sacrée Miss Moscou juniors. Elle quitte Moscou pour étudier l'optique électronique dans une école en Sibérie mais décide rapidement de se diriger vers le mannequinat professionnel. Elle part pour la Hongrie où elle est modèle pendant quelques années avant de se lier d'amitié avec Anna Kaminskaïa (Nikita Gross, ancienne Miss Kirghizistan),. Elles entrent ensemble dans l'industrie du film pornographique européenne, puis partent aux États-Unis où elles remportent chacune un vif succès.
Elle fait partie du club Mensa : club très fermé qui regroupe les Qi des 2% les plus élevés de la planète.[réf. nécessaire]

## Carrière
Après s'être fait remarquer par le réalisateur de films pornographiques Michael Ninn dans The Coming of Nikita, une production pornographique italo-russe, qu'elle interprète sous le nom de scène de Victoria Queen, Vicca arrive à Los Angeles en 1996 où elle travaille sous contrat pour les studios VCA sur sa recommandation.
Vicca pose dévêtue pour de nombreuses revues telles que Club, Cheri, and High Society. et surtout pour Playboy dans la compilation vidéo Playboy's Red Hot Redheads et Penthouse où elle sera nommée « Pet of the Month » de décembre 1998 et nommée « Pet of the Year » de l'année 2001.
Vicca a travaillé sous le nom de Vicca ou de Victoria Queen avec des réalisateurs de films X plusieurs fois primés comme Andrew Blake ou Michael Ninn. Elle est un pilier de la collection fétichiste de la maison de couture Dream Dresser ainsi que de Frederick à Hollywood. Enfin, elle paraît au générique de films de série B sous le nom de Viktoria Karina,, et a aussi interprété divers personnages de séries télévisées.

### Vicca et Nikita: une amitié indéfectible
Vicca et Nikita Gross, une actrice russe du porno, se sont rencontrées alors qu'elles sont mannequins en Russie,. Elles se lient d'amitié au point qu'elles partageront nombre de génériques, logements, numéros de danse et jusqu'à un site web du nom de viccanikita.com actif de 2000 durant environ un an. Nikita est également finaliste du concours « Pet of the Year » en 2000 et actrice sous contrat chez VCA.

## Récompenses
- 1997 : AVN Award de la Best Solo Sex Scene dans Diva (VCA)[3],[11],[12],[13]
- 2000 Hot d'Or du Meilleur film américain pour Ritual [14]
- Penthouse « Pet of the Month » de décembre 1998;
- Nommée Penthouse « Pet of the Year » de l'année 2001.

## Filmographie sélective
Films érotiques
- 2002 : Beauté Trahie (Beauty Betrayed) : Patricia

Films pornographiques
- I Am a Sex Addict (2005)
- Garden of Eatin' (2004) (V)
- Vicca Is Out of Control (2000) (V)
- Fade to Blue (2000) (V)
- 69th Sense (2000) (V)
- Deep Inside Vicca (2000) (V)
- Indigo Nights (2000) (V)
- L'Héritage de Laure (1999) (V)
- Screen Play (1998) (V)
- Lady Luck (1997) (V)
- L'Obsession de Laure (1996) (V)
- Cumback Pussy 2 (1996) (V)
- Pick-Up Lines 7 (1996) (V)
- Private Stories 6: Fiddlers on the Roof (1996) (V)
- Diva 2: Deep in Glamour (1996) (V)
- Bottom Dweller 4: The Final Voyage (1996) (V)
- The Coming of Nikita (1995) (V)
- Le Baron Von Masoch (1994)
- Le Marquis de Sade (1994)
- Orgie à l'italienne (1994)

Dans ses trois premiers films (Orgie à l'italienne/Italian Lolita 4 et Le Marquis de Sade avec Rocco Siffredi ; Le Baron Von Masoch avec Roberto Malone et Richard Langin, distribués en France par Wild Vidéo), Viktoria Kokorina n'a pas encore subi d'opération de chirurgie esthétique. Dans les films suivants, elle apparaîtra avec des prothèses mammaires.
Une filmographie plus complète peut être consultée sur IAFD.